# 王中璇
王中璇為台灣女性配音員。現已退出配音界。

## 人物介紹
公公國治、丈夫于正昇、小叔于正昌和小嬸楊凱凱亦從事配音行業。

## 配音作品
- 主要角色名稱以粗體顯示。
- 以下皆為國語配音。

### 日本動畫
| 播映年份 | 作品名稱     | 配演角色                     | 首播平台   | 備註                                   |
| -------- | ------------ | ---------------------------- | ---------- | -------------------------------------- |
| 1995     | 灌籃高手     | 赤木晴子                     | 華視       |                                        |
| 1996     | 忍者亂太郎   | 福富新兵衛（前期）           | 華視       | 與衛視中文台、緯來日本台、超視版本不同 |
| 1996     | 魔動王       | 格麗 愛奴瑪                  | 中視       | 與台視版本不同                         |
| 1997     | 爆走兄弟     | 星馬豪（無印篇）             | 三立都會台 |                                        |
| 1997     | 羅密歐的藍天 | 安潔露塔                     | 華視       | 與TVBS-G版本不同                       |
| 1997     | 家有賤龍     | 鹿谷初葉                     | 台視       |                                        |
| 1997     | 警花逮捕令   | 小賴（前期）                 | 台視       |                                        |
| 1997     | 夢幻遊戲     | 夕城美朱 張宿 房宿（1-35話） | 中視       |                                        |

- 《小獅王》：辛巴※民視版本
- 《太空戰士之夢幻傳說》：理娜莉
- 《艾儷兒》：岸田和美
- 《我們一家都是鬼》： 江藤蘭世
- 《幸運超人》：幸運超人
- 《非常偶像Key》：巳真兔季子（小key）
- 《柔道英雌》：豬熊柔
- 《GS美神》：小絹

### 歐美動畫
- 《音速小子》：半機械兔邦妮、達西
- 《小原始人》：妮妮
- 《比利小子（神氣比利）》：娜西

### 美劇
- 《飛越比佛利》：阿蘭

### 韓劇
- 《親愛的你》：鳳仙花
- 《愛上女主播》：甄善美
- 《四姊妹》：鄭唯真
- 《花嫁》：金姝英

### 日本動畫電影
- 《兒時的點點滴滴》：岡島妙子 （五年級）※中視版本
- 《THE FIRST SLAM DUNK》：赤木晴子　※特別復出擔任配音